# Think for Yourself
Think for Yourself is een lied dat werd geschreven door gitarist George Harrison van de Britse popgroep The Beatles. Het nummer werd in 1965 uitgebracht op het album Rubber Soul. In 1999 verscheen het nummer ook op Yellow Submarine Songtrack, de soundtrack bij de re-release van de tekenfilm Yellow Submarine.

## Achtergrond
Think for Yourself is een van de twee nummers van George Harrison op Rubber Soul. Waar Harrison de inspiratie voor het nummer vandaan haalde is onduidelijk. Harrison heeft aangegeven dat het nummer mogelijk onvrede met de Engelse regering uitdrukt. Het nummer gaat over het vertellen van leugens en wat er kan gebeuren als je slechte daden niet terugdraait. In de liedtekst komen bittere en cynische teksten als "Try thinking more if just for your own sake" voor. Critici hebben het nummer echter bekritiseerd vanwege de minachting die uit de liedtekst spreekt en de slechte melodie.

## Opnamen
Op 8 november 1965 namen The Beatles Think for Yourself in één take op in de Abbey Road Studios in Londen. Eerst namen ze de voor hen gebruikelijke instrumenten op: gitaren, basgitaar en drums. Vervolgens voegden ze hieraan via enkele overdubs leadgitaar, tamboerijn, maraca's, orgel, zang en een extra basgitaar door een fuzzbox toe. Fuzz was eerder dat jaar populair geworden toen het in de gitaarriff van Satisfaction van The Rolling Stones was gebruikt.
Voorafgaand aan deze opname van Think for Yourself oefenden The Beatles het nummer in de studio. Ook dit werd opgenomen door producer George Martin om mogelijk gebruikt te worden voor The Beatles' jaarlijkse kerstplaat voor hun fanclub. Uiteindelijk werden deze opnamen hiervoor niet gebruikt. In 1967 werd een zes seconden durend fragment van deze opname echter wel gebruikt in de film Yellow Submarine.

## Credits
- George Harrison - zang, gitaar
- John Lennon - achtergrondzang, orgel, tamboerijn
- Paul McCartney - achtergrondzang, basgitaar
- Ringo Starr - drums, maraca's